# カオラック州
カオラック州（カオラックしゅう、Région de Kaolack）は、セネガル共和国の州。セネガル中部に位置する。州都は、カオラック。
東はカフリン州、北と西はファティック州、南はガンビアに接する。面積は5,310km2、人口は1,336,719人（2023年国勢調査）。

## 歴史
1960年の独立時はシヌ＝サルーム州の一部であった。1984年3月24日、シヌ＝サルーム州はファティック州とカオラック州に分割された。
2008年9月10日、州東部のカフリン県がカフリン州として分離した。

## 行政区画

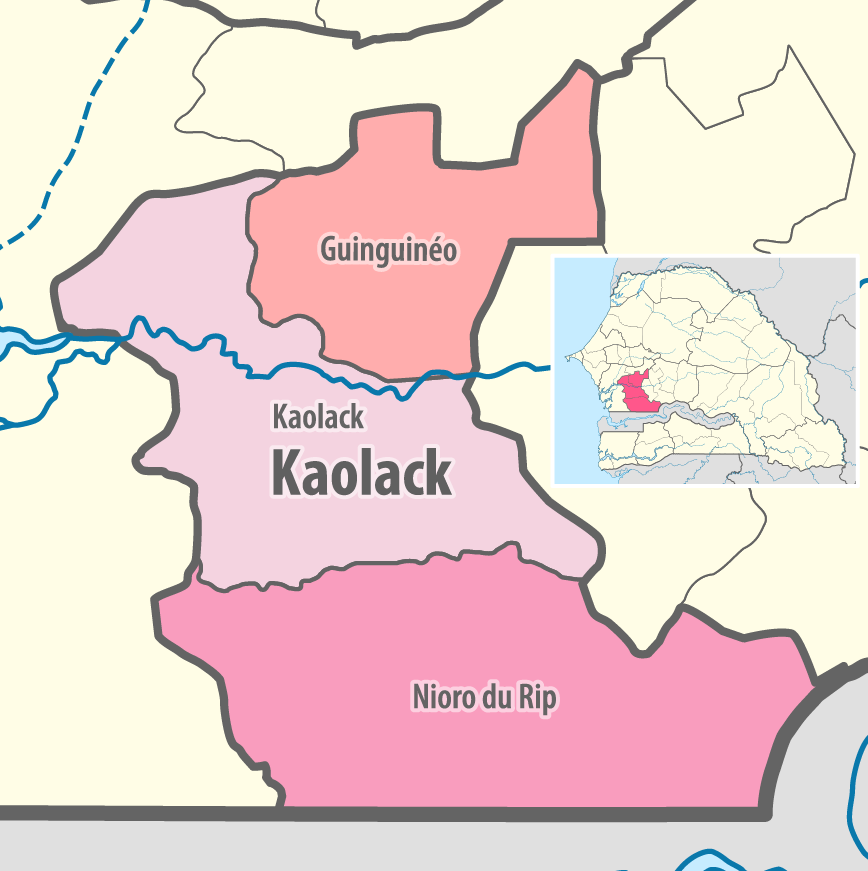
カオラック州の県

2008年以降は3県に分けられる。
- ギンギネオ県
- カオラック県
- ニョーロ・デュ・リプ県

## 主要都市
- カオラック
- ニョーロ・ドュ・リプ（英語版）
- ガンジャイ（英語版）